# ساوگرس (فلوریدا)
ساوگرس (به انگلیسی: Sawgrass) یک منطقهٔ مسکونی در ایالات متحده آمریکا است که در شهرستان سنت جان واقع شده‌است. ساوگرس ۸٫۴ کیلومتر مربع مساحت و ۴٬۸۸۰ نفر جمعیت دارد و ۱ متر بالاتر از سطح دریا واقع شده‌است.